# Miklavec
Miklavec – wieś w Chorwacji, w żupanii medzimurskiej, w gminie Podturen. W 2011 roku liczyła 474 mieszkańców.